# 越境通学
越境通学（えっきょうつうがく）とは通学区域（学区）の定められている公立学校に学区外から通学することを指す（狭義）。
学校教育法施行令では、義務教育諸学校において通学すべき学校が2以上地方公共団体内に設置されている場合、教育委員会が学校を指定するとしており、越境通学は例外である。私立学校など学区設定がない学校は全国から志願者を受け入れることが前提のため、本項では言及しない。一方、学区が市町村境等を越える場合が通称的に越境通学と呼ばれることがあり（広義）本項に記載する。

## 初等・前期中等教育（義務教育）における越境通学
「卒業直前に転居し、卒業するまで同じ学校に通いたいと子供が希望している」などの理由がない限り、従来は越境通学は認められなかった。越境通学を安易に認めると、特定の学校に入学希望者が殺到し、初等および前期中等教育（義務教育）において学校間格差が生じかねないからである。現在は通学区域制度を維持しつつ、個々の児童・生徒の具体的な事情に即した教育機会の平等性を図るため学区外（区域外）就学許可条件を緩和する動きもみられる。
越境通学には、スポーツ強豪校に入学し、その種目で活動させたい（特待生も参照）場合や、荒廃している地元（または転居先）学区の学校を忌避し、上級学校への進学実績が良く、落ち着いた教育環境の学校に通わせたい、などの理由で、
- 越境先学区に住む親戚などの家に子供を預けていることにして[2]、その子供の住民登録も移動する。
- 越境先学区の住所に、世帯の住民登録のみを移動する（その世帯は実際には、転居せずに元の住所に居住したままである）。
- 逆に、転居しても世帯の住民登録を移動しない（その世帯は実際には、転居したことになる。住民登録地が現に居住する場所と異なる場合は「住所不定」の扱いになる）。

などの住民基本台帳法違反の手法を用いて保護者が子供の住所を偽り、希望する学区の学校へ通学させようとするケースがある（法律上の罰則がある）。
名古屋市では、過去の度重なる規律違反発覚を踏まえ、「しない させない 越境入学」と題したポスターが市内の区役所窓口に掲示されている。他の自治体でも、同様のポスターを各地に掲示しているところもある。
大阪市では住民票の虚偽申請がないか住居の確認をし、越境が判明した場合、校区内の学校へ転校させる措置をとっている。併せて、校内にポスターを掲示するなどして喚起も行っている。
近年、文部科学省が「部活動等学校独自の活動等」を就学指定校変更に相当とする具体的な事由の一つとしてを示したこともあり、茅ヶ崎市など、一定の条件下に限り就学指定校の変更を認める自治体も増えている。

### 他区市町村への通学
種々の事情で、居住地が他区市町村（主に隣接区市町村）の公立小中学校の校区となっており、他区市町村の公立小中学校に通学することがある。通学にあたり市町村境を越えることになるため越境通学と呼ばれることもある。
- 隣接市町村との間で学校組合を組織して学校を運営している場合がある（この場合は市町村立ではなく「学校組合立」学校になることもある）。この場合は市町村境をまたがる通学区が設置される。(例：養基小学校養基保育所組合立養基小学校)
- 通学時の交通手段の都合などにより、自治体が一部地域における教育事務を別の自治体に委託していることがある。この場合、居住している自治体とは別の自治体にある学校に通うことになる。以下にいくつかの例を示す。
  - 神戸市では、西宮市に委託し西宮市の小中学校の校区となっている地域がある[5]。逆に、西宮市でも、神戸市に委託し神戸市の小中学校の校区となっている地域がある[6]。
  - 大分県日田市前津江町柚木の柚木小学校では2009年度で6年生2人が卒業し、2010年度以降は1人しか児童が残らないことが確定していた。柚木小学校の校区である柚木地区北部の2集落（柚木本村・千蔵木）ではもう既に6歳未満の人口が0で、以後児童数が増える見込みが無かったため、日田市は2009年度限りで柚木小学校を廃校にする決定を下した。現に、柚木小学校を卒業した児童の進学先がうきは市内の中学校として決まっていることもあり、この際に、市は柚木小学校に在校していた児童を、同じ市内の小学校（出野小・大野小）ではなく、県境を超えた福岡県うきは市の姫治小学校に転校させるという措置を取った。これは、柚木小校区であった2集落と他校区の集落の間は10キロメートル以上の距離がある上、途中に民家がないこともあって安全な通学手段が確保できず、柚木地区北部からバス路線が出ているうきは市内の方が通学に適していると判断されたからである。
- 北九州市小倉北区藍島・馬島は島外（本土）で渡船の船着き場からも遠く離れた城南中学校の校区となっており、同中学校に設置された寮に入ることとなっている。ただし、渡船の船着き場に近い菊陵中学校に通学することも可能である。
- 世田谷区では区域外就学承諾基準の特別地域として、区市界を学区とする一部の小学校において、小学校近隣の隣接区市に属する特定の住所に居住している児童は、区域外就学申請を行うことで当該校が制限校になっていない限り無条件に受け入れる制度がある。また、この制度を利用して当該の小学校を卒業した児童はその小学校を通学区域に含む世田谷区立中学校に入学することが出来る[7]。

### 他府県への通学
- 京都市では地形や交通の都合により直接同市内の小中学校に通学出来ず、過疎化が進み児童数が増える見込みがない地域の児童を区域外就学生として滋賀県や大阪府へ越境通学させる規定がある。現在では左京区久多地区の児童は大津市立葛川小中学校へ、伏見区醍醐陀羅谷、醍醐一ノ切町、醍醐二ノ切町、醍醐三ノ切の児童は大津市立石山小学校・大津市立石山中学校へ、西京区大原野出灰町、大原野外畑町の児童は高槻市立樫田小学校・高槻市立第九中学校へ通学することになっている。なお山科区四宮小金塚地区は大津市を経由しないと他の京都市に行けない場所にあるが、人口は少なくないので大津市域を通過して京都市立音羽小学校・京都市立音羽中学校へ通学する。また大津市側も大津市立志賀小学校山中分校の学区であった大津市山中町(現在は大津市立比叡平小学校の学区)の児童については規定された進学先である大津市立皇子山中学校だけではなく京都市立近衛中学校への進学（歴史的経緯からこちらが本来の通学先だった）が認められている。
- 岡山県笠岡市では「福山市と笠岡市との間の事務の委託に関する規約」により笠岡市茂平地区に居住する児童の小学校教育事務の管理及び執行を広島県福山市に委託し、該当児童は県境を越え福山市立野々浜小学校に通学する。茂平地区、野々浜小学校はいずれも県境に接し距離が近く住宅地域は県境を越え連続している。通学距離の短縮および児童の安全管理上の措置である。なお該当地域は小学校は福山市立野々浜小学校の、中学校は笠岡市立金浦中学校の通学区域となる。

## 後期中等教育（高等学校等）における越境通学
義務教育と異なり、全員が進学するわけではない高等学校（中等教育学校の後期課程や特別支援学校の高等部も含む）においては、越境を認めるか否かは各都道府県の裁量によるところが大きい。学区を設定していても、かつての東京都のように完全に学校群ごとの通学を指定する場合もあれば、かつての茨城県のように受験時に多少不利になることを承知でなら越境受験・入学ができる県もある。
- 茨城県は建前上「学区内または隣接学区。それ以外の越境通学者は定員の3割まで」としていたが、実際にはこの学区そのものを人口比によって短周期で調節していたこともあり越境受験・通学は日常茶飯事であった。取手一・取手二に至っては駅前からの好立地条件も加わって千葉県からの越境通学者も多く存在した。なお同県は2006年度選抜（2007年度入学）から全県1学区制に移行している。

詳しくは学校群制度、総合選抜、また学区合同選抜制度、グループ合同選抜制度、複合選抜制度も参照のこと。
- 戦後直後は高校三原則により、新制高校は原則小学区制で進学できる学校が決められていたため、旧制伝統校のある学区に住民票を移し、越境入学させるケースが一部の地方で後を絶たなかった。これが、昭和30年代に通学圏制を導入して事実上の学区制度を維持する方針を採用した京都府を除いた地域で普通科の中・大学区制への転換につながった。

## 越境通学が認められる場合
地域により以下の事例によって教育委員会の学区外通学許可が出されてきた。許可期間が臨時の物も含む。
- いじめなどによる緊急避難。
- 過疎地の学校で、統廃合を防ぐ場合。
- 障害により特別支援学級を備えた学校へ通学する場合。
- 学校が災害に遭い、一時的に指定された別の学校を借用して授業を実施する場合。
- 在住市町村の学校が遠く、隣接市町村の学校への通学路の方が安全である場合。

- 自宅購入などで近い将来に校区内に転入予定がある場合。
- 共働きで登校前や放課後に実家などに預ける場合、自宅ではなく預け先の校区に当たる学校へ通う。
- 希望する部活動が学区外の学校にしかない場合（文化部の場合は認められないケースもある）。
- 学区外のスポーツ強豪校に入学しその種目で活動したい場合（特待生優遇）。
- 在籍途中に転居等した際に、現在の学校に引き続き通学する場合。
- 外国人の児童・生徒の受け入れ体制（日本語教室）のある学校への指定校変更。

高等学校の場合は以下の理由で、学区外の受け入れを例外的に認めることがある。
- 都道府県立の水産高等学校等、学科の設置がない府県から学科のある県へ志願する場合。
- 統廃合等により最寄り高校までの通学時間が増大したため。（兵庫県立佐用高等学校は生徒の負担軽減のため2019年度より岡山県側美作市大原地区及び東粟倉地区、英田郡西粟倉村の生徒の受け入れている。広島県立東城高等学校は岡山県新見市哲西町及び哲多町・高梁市備中町に居住し、当校以外の公立高等学校に出願しない旨の中学校長意見書を所持する者の受験を認めている。）

## 違反が発覚した事案とその対応
- 2008年1月 虚偽の住民登録による越境入学を禁止している名古屋市[8]の名古屋市立守山北中学校で、顧問教諭の勧誘や本人の希望で7人の男子バレーボール部員が転校・入学し、教諭の紹介で同部卒業生の住所に住民票だけを移し守山区外から通学していたことが発覚。同部は前年の全国中学校体育大会に初出場、優勝していた。市教委が是正を指導した結果、一部の生徒は転校した。また顧問を務めていた男性教諭は自ら勧誘していたことが重大視され戒告処分された[9][10][11][12][13][14]。
- 2008年1月 名古屋市立若水中学校で、生徒21人が住民票だけを学区内に移し越境通学していることが発覚。ほぼ全員に当たる20人が全国優勝経験のある女子バスケットボール部顧問の指導を受けるためだった。2006年9月に校内で発覚した際に学校側は是正を指導したが、保護者らがこれに応じなかったという[9]。
- 2008年3月 名古屋市教育委員会は、名古屋市の上記2件と時期を同じくして名古屋市立原中学校の男子バスケットボール部顧問の女性教諭についても不正な越境通学を容認していたとして文書訓告をしている[15]。
- 2008年2月 松戸市内の市立中学校で、女子バレーボール部に所属する複数生徒が住民票だけを移して市外から越境通学していることが発覚。市教委の定める特殊事情には当たらず本来は認められないとされたが、生徒の教育環境を考慮し暫定的に通学継続が認められた[16]。
- 2015年12月 姫路市内のスポーツ強豪で知られる市立中学校で、学区内に住民票を移し実際は学区外から通学している可能性のある生徒が19人いたことが判明。同校で発生した部内暴力事案を調査する過程で判明した。1名については市が定める校区外からの通学許可基準に該当したため今回の発覚を受け許可を申請。その他の生徒については保護者から提出された文書にある住所を基に市教委が訪問調査したところ居住が確認されなかった。またこれとは別に最大で6人の生徒が校区内にある顧問の教え子宅に下宿していることも分かった。学校側は前年4月には把握していたが市教委には報告していなかった[17][18]。3年生の多くは卒業が近かったことから越境通学を例外的に認めた。残りの生徒については、その後の家庭訪問で校区に住む保護者や親戚、知人などの下で生活している事が確認され「疑いのあった越境通学は是正された」とした一方で、「下宿も公立にはそぐわない。教育委員会として対応する」ともしている[19]。
- 2017年4月 三重県教育委員会は、野球やサッカーなどのスポーツ強豪県立高校5校で県教委の規則に違反して受け入れているとして改善を指導したと発表した。内訳としては四日市中央工業高等学校で24人、朝明高等学校で13人、菰野高等学校で6人、四日市工業高等学校で4人、いなべ総合学園高等学校で2人の計49人。いずれも県内転入の証明書類を出願時に提出していたが、実際には転入しておらず、生徒は保護者のいない民間が経営する寮で集団生活、もしくはアパートでの一人暮らしをしていた。最多で違反が発覚した四日市中央工業の教頭は取材に対し「有望な人材を集める目的ではなかった」などと主張している[20][21][22][23]。
- 2017年5月 三重県教育委員会は、上記で報告された不正件数を計8校116人に修正した上で、違反に関しては「6月中には解消する」とした一方、人道的立場から暫定的に規制を緩和することで一定の条件を満たせば規律違反を容認するとも発表、翌年度の入学志願者に限り生徒に配慮して同措置、平成31年度以降についても同様の条件で容認する可能性も含めて協議・検討に入ることも明らかにしている。内訳としては、四日市中央工業サッカー部42人、名張高校の柔道部19人、朝明高ラグビー部17人、菰野高の野球部15人、いなべ総合学園の野球部とサッカー部計12人、四日市商業高校テニス部とバスケットボール部の計7人、白山高校の野球部と所属なし計3人、相可高校の調理部1人。出身については最多の愛知県52人の他、大阪や長崎など15都府県に渡った。この件に関しては、教職員から県内就職先を紹介し働きかけたことや、保護者らがそれに応じなかったこと、寮やアパートの他、新たに親権者ではない親族を隠れ蓑にしていたことなども併せて発覚。該当生徒のほぼ全てが不正の理由を部活動として挙げている。また、多くの教員が不正を知りながら『長年の慣例』として黙認していたことや、県教委が越境入学の発覚直後に「実態調査はしない」と拒否していたなど学校や県教委側の多くの問題も指摘されている。多くの教員が黙認していた事にくわえ、中には積極的に働きかけていた者もいたにも拘らず、県教委が「教員個人ではなく組織の責任」として個々の教職員を不処分とをしたこともあり、違反者数の多さや世間の反応に反して、現段階での実質的処分は当時の高校教育課長1人への厳重注意のみに留まっている[24][25][26][27][28][29]。
- 以上の越境生徒受け入れ問題を踏まえ、三重県教委は、水産科のない府県からの水産高校志願のみが対象だった県外からの入学を、特定の部活動希望者や人口減少地域の高等学校の県外枠を設けることで、2019年度入学生より拡大した。なお、前記の高校では、テレビドラマ『高校生レストラン』で食物調理科が著名になった相可高校は県外枠が設定されなかったが、他の高校は越境生徒受け入れ実態に対応した県外枠を設定している。
- 2022年2月、静岡県で、サッカー部を中心とした運動部員に越境入学者が多数いることが判明。該当校は静岡県立藤枝東高等学校など[30]。

## 適正化の論議
本来は公立学校は区域内住民の生徒・児童を教育するために設置されており、区域外からの児童を招き入れるということは、学校運営の経費負担を増すというデメリットも持ち合わせている。そのため、多くの区域外からの児童を前提とした学校運営を継続することは不適正との意見もある。
しかし主に東京都心の学校においては由緒あり長い歴史をもつ学校も多く、存続のため積極的に受入れる学校もある（地元通学数より越境通学数の割合が過半数を占める学校も珍しくない）。

## 日本国外での展開
越境通学についてはアメリカ合衆国においてもしばしば賛否が議論の対象になり、“社会派”のドラマで、スポーツ特待生の成績改竄などと絡めて題材に扱われることがある。
例えば、90年代の人気ドラマ『ビバリーヒルズ高校白書』の主要登場人物であるアンドレア・ザッカーマンは「家庭の経済事情で貧困地区の住民が高度な教育を受けられないのは不公平」という持論から、それを不正な行為と知りつつ、学区内に住む不仲だった祖母の住所だけを借用し学区外にある住家から通学していた。
後にそれが学校側に発覚し、教育委員会の実態訪問調査を受ける事態に発展する(結果、祖母との不仲を解消し、入学当初から一貫して親権者である祖母と同居していたと虚偽の口裏を合わせ、その後は実際に同居を始めることで退学処分を免れた)。また新聞部の部長を務めていたアンドレアは、Season1の第5話で、部員からスポーツ特待生の成績改竄疑惑を追及して記事にすることを持ちかけられた際には、自分も不正な越境通学をしていることを理由に、一旦は追及や報道をしないよう強く部員に迫っている。
各家庭が希望して個人レベルで行う越境通学とは別に、学区内が主導するマグネット・スクール（広範囲に住む児童生徒を対象にした特化教育を行う学校）への越境が盛んである。